# Den ärliga bedragaren
Den ärliga bedragaren är en roman för vuxna av Tove Jansson som utspelar sig i en liten by i Finland. Händelserna kretsar kring förmögna Anna Aemelin, den välvilliga konstnärinnan och Katri, den målmedvetna storasystern till den aningen efterblivna men alltid vänliga pojken Mats. Katri har en begåvning för business och vill få ordning på Annas finanser då hon varit för lat och velat tänka på något mer lättsamt. Anna hade ju ändå tillräckligt med pengar.
Katri är alltid ärlig i sina uttalanden men skämtar aldrig. I sin strävan för att öppna Annas ögon för världen lyckas hon förstöra Annas medfödda oskuldsfullhet. Anna hade varit en sådan människa som aldrig behövt vara elak och som folk hade haft lätt för att vara snälla med, men Katris sätt att peka ut alla som bedragit Anna gör att Anna blir cynisk och misstänksam med tiden och att hon mister sin konst att måla vad hon dittills hade målat: Skog i all sin härlighet från grodperspektiv med blommiga kaniner. Skall hon få tillbaka sin gåva?
Katri intalar sig hela tiden att hon gör sitt arbete för Mats' skull, Mats' högsta önskan är att få en egen båt och Katri vill ge den åt honom av de pengar som hon sparat ihop åt Anna med sina skarptänkta räkenskaper. Men dock kvarstår frågan: bedrar hon sig själv?
"Den ärliga bedragaren" är en berättelse om vad som är gott och ont, om hur gränsen mellan dem sviktar.